# Герцог Линарес

Герб муниципалитета Линарес, провинция Хаэн, используемый до 2015 года.

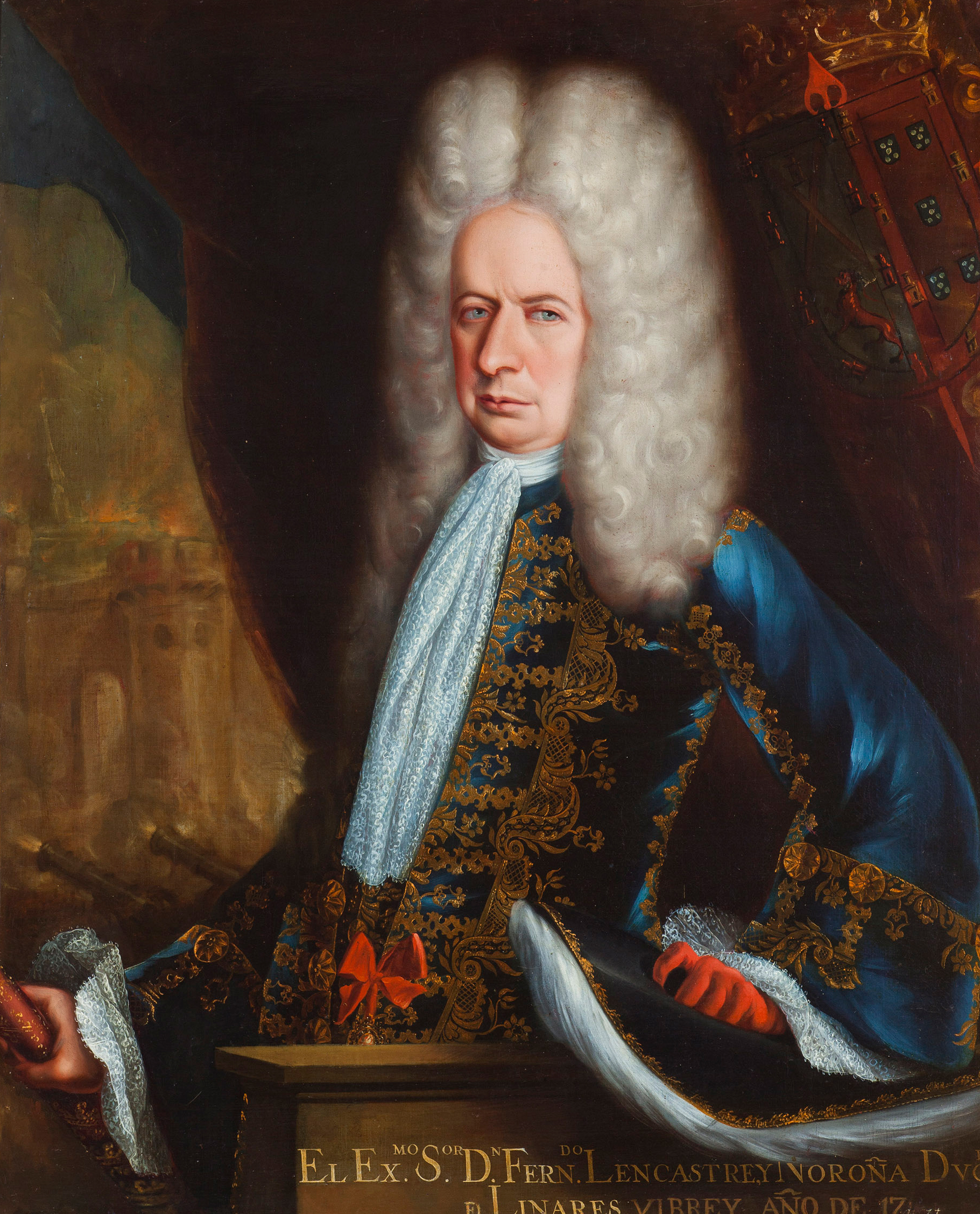
Фернандо де Аленсантре Норонья и Сильва, 3-й герцог де Линарес (1641—1717), вице-король Новой Испании (1710—1716)

Герцог де Линарес — наследственный дворянский титул, созданный 28 сентября 1667 года испанским королем Карлом II для Мигеля де Нороньи и Сильвы, который в 1643 году получил от короля Филиппа IV титул  графа де Линареса.
Название герцогского титула происходит от названия андалузского муниципалитета Линарес в провинции Хаэн.

## Историческая справка
В Португалии существовал титул графа Линареш, который носила португальская семья Норонья. Этот графский титул был создан королем Португалии Жуаном III для Антонио де Нороньи, сына первого маркиза Вильярреаль (также португальский титул, отличный от испанского титула маркиза де Вильярреаля, созданного в 1838 году).
Сохранив верность испанской короне после отделения Португалии в 1640 году, Мигель де Норонья получил от короля Испании Филиппа IV в 1643 году титул графа де Линареса в Кастилии. В 1667 году Мигель де Норонья и Сильва получил титул герцога де Линареса.

## Герцоги де Линарес
|                                       | Титул | Период                                |
| Креация создана Карлом II в 1667 году | Креация создана Карлом II в 1667 году | Креация создана Карлом II в 1667 году |
| ------------------------------------- | --- | ------------------------------------- |
| I                                     | Мигель де Норонья и Сильва, граф де Порталегри (1645—1702), племянник Фернандо де Нороньи, 5-го графа де Линареса | 1667-1702                             |
| II                                    | Хосе Антонио де Норонья и Сильва (ум. 1704), младший брат предыдущего | 1702- 1704                            |
| III                                   | Фернандо де Аленсантре Норонья и Сильва (ок. 1641 — 3 июня 1717), старший сын Агустина де Ланкастера Падилья и Бобадилья, 2-го маркиза де Порту-Сегуру, и Хуаны де Нороньи и Сильвы, племянник предыдущего                                               | 1708-1717                             |
| IV                                    | Хуан Мануэль де Ланкастр и Норонья (ум. в октябре 1733), второй сын Агустина де Ланкастра Падилья и Бобадилья, 2-го маркиза де Порту-Сегуру, и Хуаны де Нороньи (ок. 1640—1690)                                                                          | 1717-1733                             |
| V                                     | Хуан Антонио де Карвахаль и Ланкастр (22 мая 1688 — 2 августа 1747), старший сын Марии Хосефы де Ланкастр и Норонья, 4-й герцогини де Абрантеш, и Бернардино де Карвахаля, 2-го графа де Enjarada (1668—1728)                                            | 1733-1747                             |
| VI                                    | Мануэль Бернардино де Карвахаль и Суньига (13 декабря 1739 — 4 декабря 1783), единственный сын предыдущего | 1747-1783                             |
| VII                                   | Анхель Мария де Карвахаль и Гонзага (2 марта 1771—1793), третий сын предыдущего | 1783 — 1793                           |
| VIII                                  | Мануэль Гильермо де Карвахаль и Фернандес де Кордова (ум. 1816), старший сын предыдущего | 1793-1816                             |
| IX                                    | Анхель Мария де Карвахаль и Фернандес де Кордова (17 сентября 1793 — 20 апреля 1839), младший брат предыдущего | 1816-1839                             |
| X                                     | Анхель Мария де Карвахаль и Тельес-Хирон (20 ноября 1815 — 3 января 1890), старший сын предыдущего | 1848-1890                             |
| XI                                    | Анхель Луис де Карвахаль и Фернандес де Кордова Тельес-Хирон (ум. 4 марта 1898), старший сын предыдущего | 1890-1898                             |
| XII                                   | Мануэль Бернардино де Карвахаль и Гутьеррес де ла Конча (9 сентября 1868 — 24 апреля 1902), единственный сын предыдущего | 1898-1902                             |
| XIII                                  | Мария дель Кармен де Карвахаль и дель Алькасар (14 сентября 1901 — 7 января 1938), единственная дочь предыдущего | 1903-1939                             |
| XIV                                   | Диего Сулета-Реалес и Карвахаль (6 августа 1923—1939), старший сын Франсиско де Сулета-Реалес и Кейпо де Льяно, графа де Белалькасара (1896—1961), и Марии дель Кармен де Карвахаль и дель Алькасар, 12-й герцогини де Абрантиш (1901—1938)              | 1939-1939                             |
| XV                                    | Хосе Мануэль Сулета и Карвахаль (20 декабря 1927 — 15 октября 1992), второй сын Франсиско де Сулета-Реалес и Кейпо де Льяно, графа де Белалькасара (1896—1961), и Марии дель Кармен де Карвахаль и дель Алькасар, 12-й герцогини де Абрантиш (1901—1938) | 1950-1956                             |
| XVI                                   | Альваро Сулета де Реалес и Карвахаль (ум. 9 апреля 1996), четвертый сын Франсиско де Сулета-Реалес и Кейпо де Льяно, графа де Белалькасара (1896—1961), и Марии дель Кармен де Карвахаль и дель Алькасар, 12-й герцогини де Абрантиш (1901—1938)         | 1957-1996                             |
| XVII                                  | Альваро Сулета де Реалес и Ансальдо (род. 6 ноября 1969), старший сын предыдущего | 1999 — настоящее время                |